# Landscheid (Tandel)
Landscheid (luxemburgisch Laaschentⓘ) ist eine Ortschaft in der Gemeinde Tandel im Kanton Vianden in Luxemburg.

## Lage
Landscheid liegt auf einem Bergrücken und ist von Wald umgeben. Durch den Ort verläuft die CR 352. Einziger Nachbarort ist im Süden Brandenburg.

## Allgemeines
Landscheid gehört seit dem 1. Januar 2006 zur Gemeinde Tandel, zuvor war das Dorf Ortsteil von Bastendorf.
In dem kleinen, ländlich geprägten Dorf befindet sich in der Ortsmitte die Heilig-Kreuz-Kirche, welche eine Filialkirche von Bastendorf ist. Vor der Kirche stehen zwei rund 250 Jahre alte Linden, welche Willibrorduslinden genannt werden. Der Ortslegende nach soll der hl. Willibrord auf einer Missionsreise die beiden Linden gepflanzt haben, was aber aufgrund ihres zu geringen Alters nicht sein kann.